# Чемпіонат Франції з тенісу 1906
Чемпіонат Франції з тенісу 1906 — 16-й розіграш Відкритого чемпіонату Франції. Свої титули захистили: Моріс Жермо у чоловічому одиночному розряді, Кейт Жиллу у жіночому та І. де Пфуфель і Макс Декюжі у міксті. У чоловічому парному розряді переможцями знову став Макс Декюжі, цього разу - у парі із Морісом Жермо

## Дорослі

### Чоловіки, одиночний розряд
Моріс Жермо переміг у фіналі  Макса Декюжі 5–7, 6–3, 6–4, 1–6, 6–3

### Жінки, одиночний розряд
Кейт Жиллу перемогла у фіналі  Мак Веа

### Чоловіки, парний розряд
Макс Декюжі /  Моріс Жермо

### Змішаний парний розряд
І. де Пфуфель /  Макс Декюжі